# Luc Illusie
Luc Illusie, né le 2 mai 1940, est un mathématicien français, spécialisé en géométrie algébrique.

## Biographie
Luc Illusie est reçu en 1959 au concours de l'École normale supérieure, rue d'Ulm. Il est un élève du mathématicien Henri Cartan, et participe au séminaire Cartan-Schwartz en 1963-1964. En 1963, il devient attaché de recherches au CNRS.
À partir de 1964, il étudie aussi sous la direction d'Alexandre Grothendieck. Il introduit en 1970, avec Daniel Quillen, le concept de complexe cotangent (en). Il obtient son doctorat d'État en 1971 à l'université de Paris-Sud Orsay, avec sa thèse Complexe cotangent et déformations.
Chargé de recherches, puis maître de recherches, au laboratoire de mathématiques de l'université Paris-Sud, il y est ensuite professeur. De 1984 à 1995, il y dirige l'équipe d'arithmétique et de géométrie algébrique. En 1993, il participe à la révision du manuscrit de Wiles sur la démonstration du dernier théorème de Fermat.
Il est professeur émérite depuis 2005. Parmi les thèses qu'il a encadrées figurent celles de Torsten Ekedahl (sv) et de Gérard Laumon.
En 2012, Luc Illusie reçoit la médaille Émile-Picard « pour ses travaux fondamentaux sur le complexe cotangent, la formule de Picard-Lefschetz, la théorie de Hodge et la géométrie logarithmique (en) ».

## Distinctions
- Médaille Émile-Picard, 2012[5].

## Sélection de travaux
- Complexe cotangent et déformations, Lecture Notes in Mathematics 239 et 283, Berlin et New-York, Springer, 1971-1972.
- (éditeur) Cohomologie ℓ-adique et fonctions L, Séminaire de Géométrie Algébrique du Bois-Marie 1965-66, SGA 5, dirigé par Alexandre Grothendieck, Lecture Notes in Mathematics 589, Berlin et New-York, Springer, 1977.
- (avec Pierre Berthelot et Alexandre Grothendieck) Théorie des intersections et théorème de Riemann-Roch, Séminaire de géométrie algébrique du Bois-Marie 1966-67, SGA 6, Lecture Notes in Mathematics 225, Berlin et New-York, Springer, 1971.
- « Complexe de de Rham-Witt et cohomologie cristalline », ASENS, 4e série, vol. 12, no 4,‎ 1979, p. 501-661 (lire en ligne).
- (coéditeur avec Jean Giraud et Michel Raynaud) Surfaces algébriques, Séminaire de géométrie algébrique d'Orsay 1976-78, Lecture Notes in Mathematics 868, Berlin et New-York, Springer, 1981.
- (coauteur avec Michel Raynaud) « Les suites spectrales associées au complexe de De Rham-Witt », Publ. Math. IHES, vol. 57, 1983, p. 73-212.
- (coauteur avec Pierre Deligne) « Relèvements modulo p² et décomposition du complexe de de Rham », Inv. math., vol. 89,‎ 1987, p. 247-270.
- « Sur la formule de Picard-Lefschetz », dans Algebraic Geometry 2000. Azumino (Hotaka), Tokyo, Mathematical Society of Japan, coll. « Advanced Studies in Pure Mathematics » (no 36), 2002, p. 249-268.